# NGC 988
NGC 988 este o emission-line galaxy⁠(d) situată în constelația Balena. A fost descoperită în 1879 de către Édouard Stephan⁠(d). Se află la o distanță de 15,14 megaparseci de Pământ.